# Bernardia longipedunculata
Bernardia longipedunculata là một loài thực vật có hoa trong họ Đại kích. Loài này được (Chodat & Hassl.) Pax & K.Hoffm. mô tả khoa học đầu tiên năm 1914.